# 광천읍
광천읍(廣川邑)은 충청남도 홍성군 남부에 있는 읍이다. 특산물로는 토굴 새우젓과 조선김 등이 있다.

## 역사
광천읍은 보령군 청소면에 속했던 광천리 지역으로 1872년 <보령부지도>와 <결성현지도> 등에서 그 지명을 확인할 수 있다. 현재의 광천읍은 홍성군의 남부에 위치하는 읍으로 결성군 광천면 지역이었으나 1914년 일제에 의해 단행된 행정개편 때 기존의 홍주군, 결성군 및 보령군의 일부가 통합되어 홍성군(洪成郡)이 되면서 홍성군 광천면이 되었고, 1942년에는 읍으로 승격되었다. 현재 광천읍은 신진, 광천, 담산, 가정, 내줄, 상정, 소암, 매현, 옹암 등 13개의 행정리(里)로 이루어져 있다. 이 중 옹암리는 1914년 일제에 의한 행정구역의 통폐합에 의해 청촌, 양촌, 음촌, 석포리의 일부가 병합되어 홍성군 광천면으로 편입되었다.
광천 지역은 조선시대 이래 온갖 어염들이 집산되던 옹암포구와 그 배후 서비스 취락인 옹암리 가촌, 그리고 광천장(場)을 주요 경제적 기반으로 하고 있다. 광천지역의 이러한 기능은 조선시대와 일제강점기를 거쳐 계속적으로 유지되었다. 교통과 경제의 중심지로서의 광천은 해로교통이 주요 운송로로 활용되었던 조선시대부터 천수만을 중심으로 한 내포(內浦)지역의 한 곳으로서 조운선이 운행하던 길목으로 1887년 군산개항과 함께 충청도의 3대 시장권역으로 편성되었다. 이후 육로교통의 발달로 인하여 광천지역은 1923년 충남선 개통, 그리고 1931년 장항선 개통으로 집산·판매·유통의 중심지로서 절정을 이루었다. 또한 충청도 지역의 금광을 개발하기 위해서 일본인들의 ‘골드러쉬'가 이루어지던 지역으로 광천지역에도 차령산맥 줄기의 야차산 자락에 있는 ‘도야광산’의 금광개발로 인하여 광산노동자들이 거주하였다. 해방 이후 1960~70년대 들어 옹암리는 300호가 넘는 마을로 번성하였다. 이는 배후 서비스 지역인 광천장의 발전으로 이어졌으며, 광천장은 시장을 이용하려는 주변의 도서어민들에게 어염 집산과 판매,그리고 서비스 지역으로 활용되었다. 당시 옹암포구에는 어선과 장배의 수가 100~150척에 이를 정도로 인근 도서 및 어촌지역의 제1의 항구로써 기능을 하였다. 당시 옹암리에는 뱃짐을 하역하는 항운노조가 형성되어 활동하였는데 규모는 80~90명에 달하였으며, 이들 노동자들은 광천뿐 아니라 홍성읍, 은하면 등 주변 다른 지역들의 노동자들까지 포용하였다. 또한 옹암리에는 조선 철종 때부터 설립되었던 보부상의 단체인 '원홍주등육군상무우사(元洪州等六郡商務右社)'의 임소가 있었으며,이 임소는 장시가 열리는 지역마다 설치되어 시장을 운영하는 기능을 하였다. 이로 인해 광천지역은 주변 도서민들과 어민들 그리고 노동자와 상인들을 위한 '서비스업'도 발달하게 되었다. 당시 옹암리 포구에는 5~6곳의 크고 작은 유곽과 담배가게, 주조장, 금방앗간이 있었으며, 광천읍에는 주변지역에 물품을 유통하는 시멘트와 소주 등의 대리점이 존재하였다. 예산에 이어 호서은행의 두번째 지점이 들어서기도 했었다. 이에 당시 옹암포구에서는 “개도 500원짜리를 물고 다닌다”,“독배에 시집 못가는 이년의 팔자”라는 말이 있을 정도로 성황기를 맞이하였다. 또한 옹암포에는 5~6명의 객주가 있었으며 이들은 서해 5도(백령도,연평도,대청도,소청도,우도)와 원산도,안면도,추자도 등지에서 수확된 농·수산물들을 교통의 이점을 이용하여 당진,서산,태안,예산,홍성,청양,서천 등지로 판매·유통하였다.
이렇게 성황기를 맞이하였던 광천읍과 옹암리는 1980년대에 들어 쇠퇴기를 맞이하게 되었다. 옹암포는 조수간만의 차이가 크고 수위가 낮아 광천장(4일,9일)을 이용하려는 사람들이 ‘안장날’(3일,8일)인 옹암포구에서 하루를 묵어야 다시 바다로 나갈 수 있는 시스템을 가지고 있었기 때문이다. 이로 인한 경제적 효과가 컸으며,이러한 이유로 옹암포구에는 평저선의 출입이 잦은 곳이었다. 하지만 옹암포구는 산사태와 사금채취 사업으로 인하여 토사가 유입되면서 수위가 더 낮아지게 되었고, 1970년 태안반도와 안면도 사이의 연륙교가 개통되면서 안면도 사람들이 서산장을 보러 다니게 되었으며, 동력선의 보편화로 인해 안전한 대천항으로의 입항이 가능해졌다는 원인과 옹암리에서 하루 묵고 광천장을 이용하는 불편함을 겪지 않아도 되었기 때문에 대천장으로의 이동이 많아졌다. 마지막으로 결정적인 이유는 이렇게 서서히 침체기를 겪던 광천과 옹암리에, 1997년 보령방조제 물막이 공사로 인하여 더 이상 배가 들어오지 못하게 된 것이었다. 이와 함께 인접한 보령시의 발전과 도로교통의 발달, 농촌지역의 인구감소와 맞물려 광천의 상업적인 기능은 현저히 약화되었다.
인근 지역 중에서 가장 인구가 많고 높은 소득수준을 자랑하며 활기 넘치던 곳이었던 광천읍은 이제는 만명 남짓의 주민이 거주하며, 주로 특산물인 토굴 새우젓과 조선김을 판매하는 시장에 의존하여 대부분의 주민들이 생활하고 있다. 여전히 홍성군 남부(결성, 은하, 장곡 등)와 보령시 북부 지역(천북, 청소 등)의 생활권의 중심핵이며, 토굴 새우젓과 조선김은 전국적으로 유명하여 많은 사람들이 찾아온다. 한편, 지속적인 인구 감소로 최근 광천읍 내의 일부 초등학교와 공립 중학교의 통폐합이 진행되었다.

## 특산물
- 토굴 새우젓 : 광천지역은 예로부터 새우젓이 유명하였다. 새우잡이 배가 옹암포까지 들어왔었기 때문이었는데, 옹암포 일대의 새우젓이 매우 유명하였다. 이후 광천지역에 있던 폐광된 금광에서 새우젓을 숙성시킨 토굴새우젓이 창안되었고, 광천지역의 대표적인 특산물로 자리잡게 되었다.
- 조선김

## 교통

### 철도
- 장항선 광천역

### 도로
- 서해안고속도로

### 버스
- 광천버스터미널

## 법정리
- 가정리
- 광천리
- 내죽리
- 담산리
- 대평리
- 매현리
- 벽계리
- 상정리
- 소암리
- 신진리
- 옹암리
- 운용리
- 월림리